# Reconocimiento de Estados

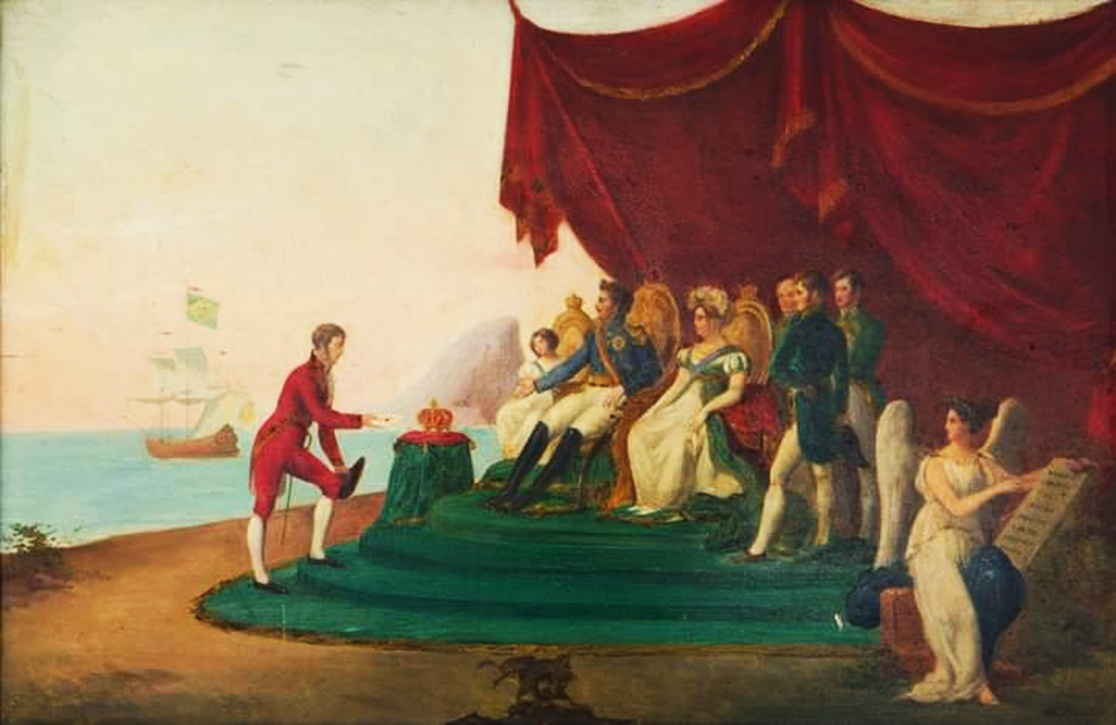
Alegoría del reconocimiento del Imperio del Brasil y de la Independencia de Brasil. La pintura representa al diplomático británico Sir Charles Stuart presentando su carta credencial al emperador Pedro I de Brasil, quien está flanqueado por su esposa María Leopoldina, su hija Maria da Glória (más tarde reina María II de Portugal) y otros dignatarios. A la derecha, una figura alada, que representa Historia, tallando el "gran acontecimiento" en una losa de piedra.

El reconocimiento de Estados es una institución del derecho internacional público mediante la cual uno o más Estados hacen constar la existencia en un determinado territorio de una sociedad políticamente organizada e independiente, poniendo de manifiesto su voluntad de considerarla un miembro más de la sociedad internacional.

## Conceptos
El reconocimiento de un Estado es un acto discrecional que realiza un Estado frente a una realidad externa preexistente, es decir, el reconocimiento por parte de otros Estados no es una condición necesaria para la existencia de un Estado, siendo únicamente una declaración de voluntad de mantener unas relaciones de cooperación.
El reconocimiento implica que entre el Estado reconocido y el que reconoce se establece un mínimo de cooperación activa. El reconocimiento se desarrolla dentro de los límites implícitos de su naturaleza discrecional, voluntaria y relativa; produciendo efectos exclusivamente entre los Estados que reconocen y el reconocido, ya que como se ha dicho, el reconocimiento es a discreción de cada Estado, no influyendo en las relaciones con terceros Estados.
La relatividad del reconocimiento sirve como protección ante la utilización con fines políticos del reconocimiento, como por ejemplo el reconocimiento en casos de guerra civil o de movimientos de liberación colonial. La utilización del reconocimiento con fines políticos es una práctica muy extendida y en ningún caso determina la existencia o inexistencia de un Estado, que produce por sí misma efectos jurídicos.
Aunque el reconocimiento no determina la existencia de un Estado, las relaciones de cooperación plenas si que requieren de un reconocimiento mutuo, además, el reconocimiento de un Estado refuerza su personalidad jurídica internacional, incluso respecto de aquellos Estados que no le reconozcan.
Con el desarrollo de las relaciones internacionales y su paulatina institucionalización, surgen nuevas cuestiones en torno al reconocimiento de Estados, surge la cuestión de si la admisión de un país en organizaciones internacionales como la ONU implica un reconocimiento por parte del resto de miembros; la realidad indica que la inclusión de Estados en organizaciones internacionales no implica su reconocimiento, dado que de lo contrario se estaría vulnerando el principio de discrecionalidad, no siendo viable por tanto una institucionalización del reconocimiento a través de organizaciones internacionales.
Otra cuestión es el reconocimiento interesado realizado por únicamente un país, normalmente, con objeto de influenciar en la realidad política exterior, ejemplo de ello es el «Estado chipriota turco», reconocido únicamente por Turquía o los Bantustanes creados artificialmente por Sudáfrica para sustentar el apartheid.
En algunos casos la discrecionalidad para reconocer no existe, en ocasiones en las que órganos internacionales desaconsejan reconocer determinadas situaciones de hecho, como por ejemplo la invasión de Kuwait por Irak, considerada nula por el consejo de seguridad de la ONU (resolución 662 de 9 de agosto de 1990). Por tanto, el reconocimiento y su discrecionalidad puede estar condicionada por la concurrencia de situaciones anti jurídicas como el uso ilícito de la fuerza armada (proscrito por la resolución 2526 de la asamblea general)

## Formas
El establecimiento de relaciones diplomáticas conlleva el reconocimiento de un Estado, por lo que, de la práctica de actos de reconocimiento unilaterales, se ha pasado a declaraciones conjuntas de reconocimiento mutuo que establecen una serie de condiciones iniciales para las relaciones mutuas y provocan el intercambio de misiones diplomáticas, por ejemplo, el comunicado conjunto Hispano-israelí de 17 de enero de 1986:

De conformidad con el principio de universalidad de relaciones entre Estados, y teniendo presentes los antiguos y profundos vínculos que unen al pueblo español y al pueblo judío, los dos Gobiernos han decidido establecer relaciones diplomáticas entre España e Israel a partir de esta fecha. Consecuentemente, se procederá a la apertura de Embajadas en Tel Aviv y Madrid y al nombramiento de los respectivos embajadores.
Comunicado conjunto hispano-israelí, La Haya, 17 de enero de 1986